# Verrens-Arvey
Verrens-Arvey – miejscowość i gmina we Francji, w regionie Owernia-Rodan-Alpy, w departamencie Sabaudia.
Według danych na rok 1990 gminę zamieszkiwało 546 osób, a gęstość zaludnienia wynosiła 50 osób/km² (wśród 2880 gmin regionu Rodan-Alpy Verrens-Arvey plasuje się na 1103. miejscu pod względem liczby ludności, natomiast pod względem powierzchni na miejscu 1053.).
W Verrens-Arvey urodził się wikariusz apostolski Południowych Wysp Salomona Louis-Marie Raucaz.